# 人狼行動

人狼行動中使用，印有狼之鉤標誌的旗幟

人狼行動（德語：werwolf，發音：[ˈveːɐ̯vɔlf]）是納粹在1944年的一個計劃， 目標是在盟軍佔領區內製造抵抗力量，來拖延盟軍進攻速度。
然而，人狼行動的實際效果遠比政治宣傳的效果來得少。

## 命名
這個名字是如何以及由誰選擇的已無法考證 ，但它可能來自赫曼·洛恩斯的小說《Der Wehrwolf》的標題，該小說於1910年出版，故事以三十年戰爭（1618-1648 年）期間的策勒地區（下薩克森州）為背景，講述了一個名叫哈姆·沃爾夫(Harm Wulf)的農民。在劫掠的亂兵殺死他的家人後，沃爾夫將他的鄰居組織成一個民兵，他們追捕士兵並無情地處決俘虜，同時稱自己為 Wehrwölfe。
1942 年，阿道夫·希特勒將位於烏克蘭文尼察的國防軍最高統帥部和陸軍總司令部戰地總部命名為“Werwolf”，希特勒曾多次使用“Wolf”作為自己的化名。